# 廣岡資生
廣岡 資生（ひろおか やすなり、1960年 4月2日 - ）は、元アマチュア野球選手・指導者である。ポジションは遊撃手。

## 来歴・人物
ヤクルト、西武の監督を務めた広岡達朗の甥。姫路東高校卒業後には早稲田大学に入学する。東京六大学野球リーグでは内野手として活躍し、1982年秋季リーグでベストナインに選出され、45打数、16安打、打率3割5分6厘という成績で首位打者にも選出された。リーグ通算45試合に出場、140打数38安打、打率.271、3本塁打、10打点、6盗塁、ベストナイン1回を記録。
大学卒業後は社会人野球の松下電器に入団する。1985年の社会人野球選手権では優秀選手に選ばれた。
1992年から1994年まで松下電器の監督を務めた。
またその一方で、NHKで高校野球解説者を務めた。2019年からセンバツ選考委員を務めている。